# Пилацкая, Ольга Владимировна
Ольга Владимировна Пилацкая (1884—1937) — русский деятель революционного движения, а также советский партийный деятель.

## Биография
Родилась 18 июля (30 июля по новому стилю) 1884 года в Москве в рабочей семье.
Окончила Московское Мариинское училище.
Член РСДРП(б) с 1904 года. Участница Декабрьского вооруженного восстания в Москве 1905 года в Москве, была членом городского районного комитета РСДРП Москвы.
В 1909—1910 годах Ольга Пилацкая — член Русского бюро ЦК РСДРП. В 1910 году была арестована и отправлена в город Саратов. Затем эмигрировала вместе с мужем Владимиром Загорским за границу, где работала в ячейках большевиков в Англии и Германии (в Лейпциге), была связной по доставке нелегальной литературы в Россию. В 1914 году вернулась на родину, вела подпольную большевистскую работу в Москве.
После Февральской революции 1917 года — снова член Городского районного комитета РСДРП Москвы, партийный организатор, в Октябрьскую революцию — член и секретарь Городского районного военно-революционного комитета. С октября 1917 года — народный судья, член коллегии Московского народного суда. С 1918 года — следственная особого отдела Московской губернской чрезвычайной комиссии.
В 1921—1922 годах Пилацкая работала в Главном управлении политического просвещения при Народном комиссариате просвещения РСФСР, была секретарём агитационно-пропагандистского отдела ЦК РКП(б).
В 1922—1925 годах — заместитель заведующего агитационно-пропагандистского отдела Екатеринославского губернского комитета КП(б) Украины, заведующий агитационно-пропагандистского отдела Центрального районного комитета КП(б) Украины города Екатеринослава. В 1925—1926 годах — заведующий агитационно-пропагандистского отдела Екатеринославского губернского (окружного) комитета КП(б) Украины. С декабря 1925 по ноябрь 1927 года — кандидат в члены ЦК КП(б) Украины. В 1926—1930 годах — заведующий женского отдела ЦК КП(б) Украины. С апреля 1929 по июнь 1930 года — кандидат в члены Секретариата ЦК КП(б) Украины.
В 1927—1937 годах — член Президиума Всеукраинского центрального исполнительного комитета (ВУЦИК). Одновременно: в 1930—1937 годах — заместитель председателя Государственной плановой комиссии при СНК Украинской ССР; в 1932—1934 годах — директор Института красной профессуры при ВУЦИК; в 1934—1936 годах — директор Института истории партии и Октябрьской революции на Украине при ЦК КП(б) Украины.
Была делегатом XI (1930), XII (1934) и XIII (1937) съездов КП(б) Украины.
Расстреляна 22 декабря 1937 года. До конца жизни жила с Василиском Гнедовым, но в официальном браке с ним не состояла.
27 января 1938 года О. В. Пилацкая была исключена из состава членов ЦК КП(б) Украины Постановлением пленума ЦК КП(б) Украины.
Посмертно была реабилитирована.